# U 468
U 468 war ein von der Kriegsmarine im Zweiten Weltkrieg eingesetztes U-Boot vom Typ VII C. Bei der ersten seiner drei Feindfahrten versenkte es am 12. März 1943 im Nordatlantik einen britischen Tanker. Am 11. August 1943 wurde das U-Boot von einem schweren Bomber Consolidated B-24 Liberator versenkt, schoss aber gleichzeitig den Bomber ab. Von den 51 Besatzungsmitgliedern überlebten nur sieben und gerieten in britische Kriegsgefangenschaft.

## Bau und Ausstattung
U 468 hatte an der Oberfläche eine Wasserverdrängung von 769 t und unter Wasser 871 t. Es war insgesamt 67,1 m lang, 6,2 m breit, 9,6 m hoch mit einem 50,5 m langen Druckkörper und hatte einen Tiefgang von 4,74 m. Das in der Deutsche Werke AG in Kiel gebaute U-Boot wurde von zwei Viertakt-Dieselmotoren F46 mit je 6 Zylindern und Ladegebläse der Kieler Germaniawerft mit einer Leistung von 2060 bis 2350 kW, bei Unterwasserbetrieb mit zwei Elektromotoren GU 460/8–27 von AEG mit einer Leistung von 550 kW angetrieben. Es hatte zwei Antriebswellen mit zwei 1,23 m großen Schiffsschrauben. Das Boot war zum Tauchen bis in Tiefen von 230 m geeignet.
Das U-Boot erreichte an der Oberfläche Geschwindigkeiten von bis zu 17,7 Knoten und unter Wasser bis zu 7,6 Knoten. Aufgetaucht konnte das Boot bei 10 Knoten bis zu 8500 Seemeilen weit fahren, untergetaucht bei 4 Knoten bis zu 80 Seemeilen. U 468 war mit fünf 533 mm Torpedorohren – vier am Bug und eins am Heck – und vierzehn Torpedos, einer 8,8-cm-Kanone SK C/35 mit 220 Schuss Munition, einer 3,7-cm-Flak M42 18/36/37/43 und zwei 2-cm-FlaK C/30 ausgestattet.
Viele deutsche Städte nutzen die Möglichkeit, eine "Patenschaft" für ein U-Boot zu übernehmen, Bürger sandten Präsente in den Stützpunkt und die Besatzung wurde zu bestimmten Gelegenheiten eingeladen. Patenstadt von U 468 war Heiligenhaus, dessen Stadtwappen von der Besatzung als Bootswappen übernommen wurde. Zudem trug das Boot die stilisierte Zeichnung eines Beils am Turm, womit die Besatzung auf das sogenannte „Haarmann-Lied“ (Warte, warte nur ein Weilchen...) Bezug nahm.

## Mannschaft
Die Mannschaftsstärke des U-Boots betrug 44 bis 60 Mann. Bei seiner letzten Fahrt waren es 51 Mann.

## Einsatz und Ende
Nach seiner Indienststellung wurde U 468 unter dem Kommando des Oberleutnants zur See Klemens Schamong (* 1917; 2007 noch am Leben) ab 12. August 1942 erprobt und diente bis zum 27. Januar 1943 bei der 5. U-Flottille in Kiel als Ausbildungsboot, um dann der in La Pallice stationierten 3. U-Flottille zugeteilt zu werden. Am 28. Januar 1943 verließ U 468 den Kieler Hafen, wurde am 1. Februar im norwegischen Kristiansand aufgetankt und fuhr nach kurzem Aufenthalt in Egersund am 2. Februar zu seiner ersten Unternehmung in den Nordatlantik zwischen Jan Mayen und Neufundland, wo es zu den U-Boot-Gruppen „Ritter“, „Burggraf“ und „Raubgraf“ gehörte, die nach Maßgabe der von Karl Dönitz entwickelten Rudeltaktik das Gefecht mit alliierten Geleitzügen suchte. Am 3. März 1943 wurde U 468 durch U 462 mit Treibstoff und Proviant versorgt. Am 12. März versenkte Kommandant Schamong südöstlich von Kap Farvel mit zwei Torpedos den britischen Tanker Empire Light mit 6.537 BRT. Das Schiff gehörte zum Geleitzug ONS 168 und war zuvor durch einen Angriff von U 638 so stark beschädigt worden, dass es von der Besatzung aufgegeben werden musste. Von den 50 Seeleuten der Empire Light überlebten nur fünf Mann. Im Anschluss nahm Schamong die Verfolgung des Geleitzuges ON 170 auf, den er gemäß der Rudeltaktik aus der Deckung beschattete und Positionsmeldungen abgab, um weitere U-Boote an den Konvoi heranzuführen. Allerdings waren diese Meldungen unbrauchbar, so dass die U-Bootführung von einer falschen Position des Geleitzuges ausging. Die auf OPN 170 angesetzte U-Bootgruppe Raubgraf fand den Konvoi entsprechend nicht, und ON 170 erreichte die kanadischen Gewässer ohne Verluste. Am 27. März traf U 468 im Hafen von La Pallice ein, einem Vorort von La Rochelle.
Am 19. April 1943 verließ das U-Boot La Pallice zu seiner zweiten Unternehmung, bei der es auf keinerlei feindliche Schiffe traf. Es gehörte zu den U-Boot-Gruppen „Amsel“, „Amsel 3“, „Rhein“, „Elbe 1“ und „Mosel“. Diese U-Bootgruppe war in einer Linie südwestlich von Grönland positioniert und bestand aus 23 deutschen U-Booten. Am 17. Mai 1943 wurde U 468 durch U 505 mit Treibstoff und Proviant versorgt. Am 22. Mai um 8.35 Uhr griff ein Torpedo-Bomber Grumman TBF Avenger von Squadron VC-9 vom Trägerschiff USS Bogue das U-Boot an. Der Pilot der Avenger, Roger C. Kuhn, brach den Angriff ab und gab ungenügende Positionsmeldungen weiter, bevor er abdrehte. Aus diesem Grund konnte das U-Boot von weiteren Flugzeugen der Bogue nicht mehr aufgefunden werden. Kommandant Schamong meldete seinerseits, dass U 468 an diesem Tag mehreren Luftangriffen ausgesetzt gewesen sowie von Überwassereinheiten mit Wasserbomben verfolgt worden sei. U 468 wies schwere Beschädigungen auf, so dass Kommandant Schamong sich entschloss, die Unternehmung abzubrechen und zum Stützpunkt zurückzukehren. Am 29. Mai 1943 kehrte es nach La Pallice zurück.
Am 7. Juli 1943 lief U 468 ein letztes Mal aus La Pallice aus, um im Mittelatlantik alliierte Schiffe zu jagen, doch es kam auch diesmal zu keinen Erfolgen. Am 11. August 1943 wurde das U-Boot südwestlich von Dakar von der Besatzung eines leichten Seeaufklärungsflugzeugs, einer sogenannten Catalina, entdeckt. Diese meldete die Position des Ubootes, woraufhin ein schwerer "Liberator"-Bomber der britischen RAF Squadron 200 die Verfolgung aufnahm und U 468 mit Wasserbomben angriff. Es gelang dessen Besatzung mithilfe der 2-cm-Flak, das Flugzeug in Brand zu schießen. Doch trotz erheblicher Beschädigungen griff dessen Pilot, Lloyd Allan Trigg das U-Boot mit seiner brennenden Liberator erneut an. Er warf sechs mit Torpex bestückte Wasserbomben, die auf geringe Tiefe eingestellt waren, auf das U-Boot. Die dicht neben diesem ins Wasser schlagende Wasserbomben reichten aus, das U-Boot so schwer zu treffen, dass Wasser eindrang und sich Chlorgas bildete, was den Tod der meisten Besatzungsmitglieder zur Folge hatte. Schwer verwundete, blutende U-Boot-Fahrer fielen ins Wasser und wurden nach Berichten Überlebender von Haien und Barrakudas gefressen. Die Liberator stürzte mit einer Explosion ins Meer, so dass alle ihre acht Besatzungsmitglieder umkamen – wie auch 44 Mann der U-Boot-Besatzung. Nur sieben Mitglieder der Besatzung von U 468 – darunter der Kommandant Klemens Schamong, zwei weitere Offiziere und ein Unteroffizier – konnten sich aus dem sinkenden U-Boot retten. Zunächst fanden drei der im Wasser Schwimmenden ein Rettungsschlauchboot aus der abgestürzten Liberator, und später gesellten sich vier weitere Überlebende dazu. Zwei Tage später wurden die im Wasser treibenden, von Haien umkreisten Seeleute von einem Sunderland-Flugboot entdeckt, das auf die Suche nach den Vermissten aus der Liberator geschickt worden war. Die Sunderland-Besatzung hielt die Schiffbrüchigen für Leute aus der Liberator, worauf sie ein Rettungsfloß abwarf und über Funk ein britisches Kriegsschiff heranführte. Am 13. August wurden die schiffbrüchigen Deutschen von der britischen Korvette HMS Clarkia aufgenommen und gerieten in Kriegsgefangenschaft. Laut zeitgenössischen Berichten hatten zwei der Geretteten schwerste Bisswunden: Einem war von einem Hai ein Arm zerfleischt worden, während einem anderen ein Stück Fleisch vom Schenkel gebissen worden war.

## Flugoffizier Lloyd Allan Trigg und sein Kriegsgegner Klemens Schamong
Der gefallene Pilot der Liberator, Flying Officer Lloyd Allan Trigg RNZAF, wurde für die Versenkung von U 468 posthum mit dem Victoria-Kreuz ausgezeichnet. Eine Besonderheit bestand darin, dass diese Auszeichnung in diesem Fall zum einzigen Mal auf Grund der Aussage eines Angehörigen feindlicher Streitkräfte – des gefangenen Klemens Schamong – verliehen wurde. Es war außerdem die erste Verleihung dieses Ordens an einen Angehörigen einer britischen Flugzeugbesatzung im Kampf gegen U-Boote.
Der 1917 geborene U-Boot-Kommandant Klemens Schamong lebte nach dem Krieg zurückgezogen. 2007 gelang es jedoch dem neuseeländischen Journalisten Arthur Arculus im Rahmen seiner Recherchen zur Versenkung von U 468, die Anschrift des nunmehr 90-jährigen, in der Nähe von Kiel lebenden Schamong über dessen Sohn und Neffen herauszubekommen und in Briefkontakt zu treten.